# Ratpenat nasofoliat de diadema
El ratpenat nasofoliat de diadema (Hipposideros diadema) és una espècie de ratpenat de la família dels hiposidèrids. Viu a Austràlia, Cambodja, l'Índia, Indonèsia (Irian Jaya, Jawa, Kalimantan, Lesser Sunda Is., Maluku, Cèlebes, Sumatera), Laos, Malàisia (Malàisia Peninsular, Sabah, Sarawak), Myanmar, Papua Nova Guinea, les Filipines, Illes Salomó, Tailàndia, Timor Oriental i el Vietnam. El seu hàbitat natural són els boscos de galeria, les piscines i també es troben en els boscos pertorbats. No hi ha cap amenaça significativa per a la supervivència d'aquesta espècie, tot i que està afectada per caça i l'explotació de coves.